# Думонт (Њу Џерзи)
Думонт (енгл. Dumont) град је у америчкој савезној држави Њу Џерзи.

## Демографија
По попису из 2010. године број становника је 17.479, што је 24 (-0,1%) становника мање него 2000. године.
| Група             | 2000.          | 2010.          |
| Белци             | 13.692 (78,2%) | 11.641 (66,6%) |
| Афроамериканци    | 261 (1,5%)     | 445 (2,5%)     |
| Азијати           | 1.918 (11,0%)  | 2.620 (15,0%)  |
| Хиспаноамериканци | 1.463 (8,4%)   | 2.580 (14,8%)  |
| Укупно            | 17.503         | 17.479         |